# Tasmocrossea benthicola
Tasmocrossea benthicola là một ốc biển rất nhỏ, là động vật thân mềm chân bụng sống ở biển trong họ Skeneidae. Đây là loài duy nhất trong chi.